# Josef Glanz
Josef Glanz (* 3. Jänner 1795 in Lemberg; † 22. November 1866 in Wien; auch Joseph Glanz) war ein österreichischer Ziseleur, Medailleur und Bildgießer.

## Leben

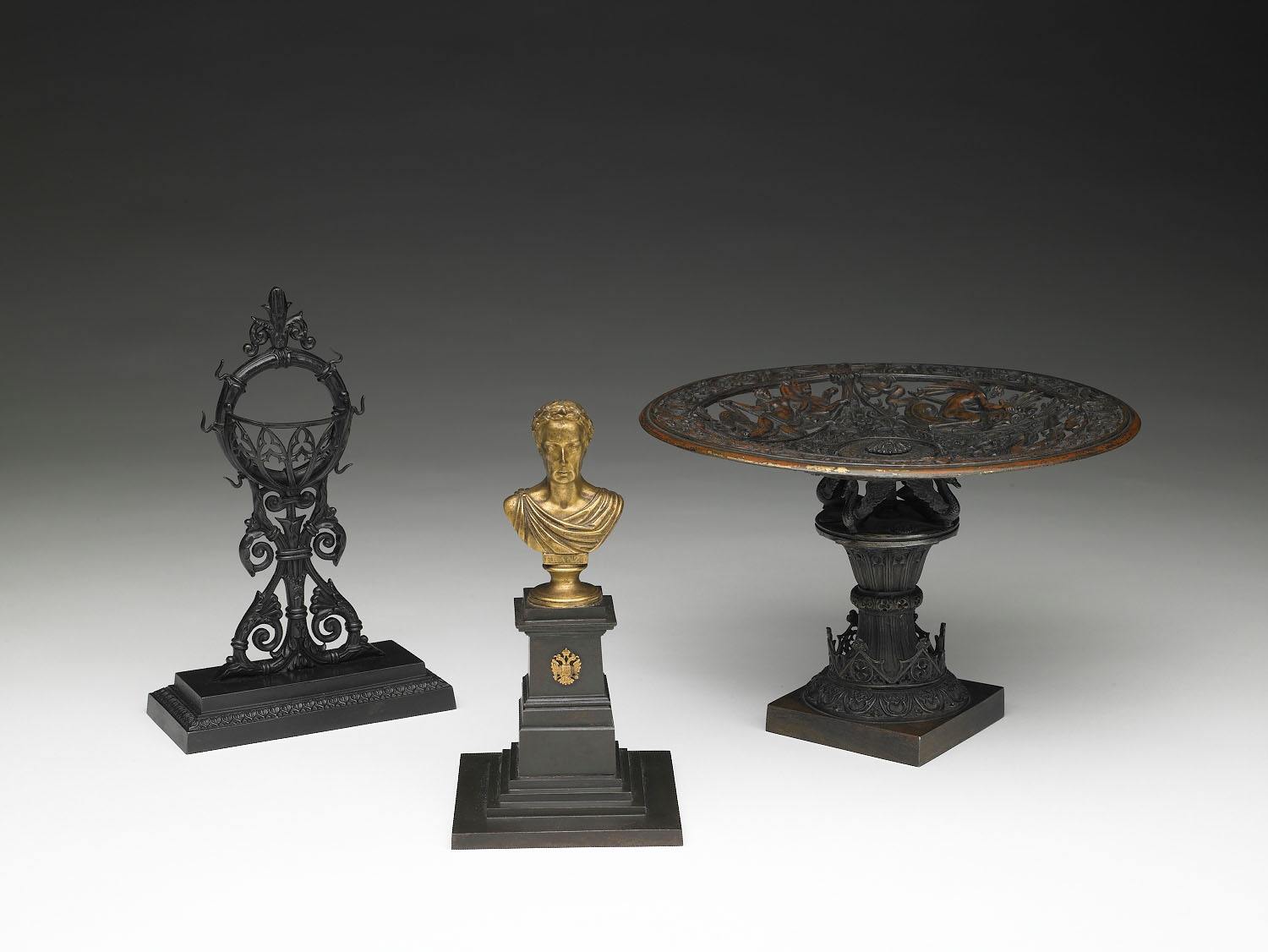
Büste von Kaiser Franz I. (Mitte), geschaffen von Glanz zwischen 1831 und 1835

Glanz war Sohn eines Beamten und studierte an der Erzverschneidungsschule der Wiener Akademie der bildenden Künste. Ab 1819 wirkte er als Ziseleur und Goldschmied in Berlin, wo er ab dem Jahre 1830 auch in der Berliner königlichen Eisengießerei angestellt war. Bereits ein Jahr später, 1831, gründete Joseph Glanz in Wien auf der Wieden seine eigene Eisen- und Bronzegießerei („Landesbefugte Bronze- und Eisengußwarenfabrik“). Der Wiener Bildhauer Johann Preleuthner und der Erzgießer Carl Turbain arbeiteten mit Glanz zusammen und beeinflussten ihn künstlerisch. Anton Dominik von Fernkorn arbeitete anfangs bei Glanz.
Glanz goss Kleinkunstwerke in Eisen, Bronze und Silber. Ab 1837 goss er auch monumentale Bildwerke. 1851 führte er den von Offizieren der österreichischen Armee gestifteten Marschallstab für Feldmarschall Radetzky aus. Joseph Glanz gilt als einer der wichtigsten Kunstgießer des Wiener Biedermeier und wurde vielfach geehrt und ausgezeichnet.
1847–1848 übernahm Glanz die Spielkartenfabrik von Maximilian Uffenheimer in Wien (Niederlage ab 1849 in Wien I., Kohlmarkt 4, Konskriptionsnummer 279). Diese wurde nach Glanz' Tod von seinem Schwiegersohn Stanislaus von Abrahamsberg weitergeführt und ging bis 1912 in der Wiener Spielkartenfabrik Ferd. Piatnik & Söhne auf.

## Werke (Auszug)
- Reliefplakette Napoleon Franz Bonaparte, Herzog von Reichstadt, nach 1838, Eisenguss schwarz patiniert, 14,5 × 10,2 cm; Heeresgeschichtliches Museum, Wien